# James S. Wiley
James Sullivan Wiley (* 22. Januar 1808 in Mercer, Somerset County, Massachusetts; † 21. Dezember 1891 in Fryeburg, Maine) war ein US-amerikanischer Politiker. Zwischen 1847 und 1849 vertrat er den Bundesstaat Maine im US-Repräsentantenhaus.

## Werdegang
James Wiley wurde 1808 in Mercer geboren, das damals noch zu Massachusetts gehörte und seit 1820 ein Teil von Maine ist. Im Jahr 1826 zog Wiley nach Bethel. Er absolvierte die Gould’s Academy und studierte danach bis 1836 am Colby College in Waterville. Anschließend zog er nach Dover (Maine), wo er an der Foxcroft Academy als Lehrer tätig war. Nach einem anschließenden Jurastudium und seiner im Jahr 1839 erfolgten Zulassung als Rechtsanwalt begann er in Dover in seinem neuen Beruf zu arbeiten.
Politisch war Wiley Mitglied der Demokratischen Partei. 1846 wurde er als deren Kandidat im sechsten Wahlbezirk von Maine in das US-Repräsentantenhaus in Washington, D.C. gewählt. Dort trat er am 4. März 1847 die Nachfolge des späteren US-Vizepräsidenten Hannibal Hamlin an. Bis zum 3. März 1849 absolvierte er eine Legislaturperiode im Kongress. In dieser Zeit endete der Mexikanisch-Amerikanische Krieg mit großen Gebietsgewinnen der Vereinigten Staaten im Westen und Südwesten des Kontinents.
Nach dem Ende seiner Zeit im Repräsentantenhaus zog sich James Wiley aus der Politik zurück. Die folgenden 40 Jahre bis 1889 arbeitete er als Anwalt in Dover. 1889 verlegte er seine Praxis und seinen Wohnsitz nach Fryeburg, wo er im Dezember 1891 verstarb.